# ماثيو كينيدي
ماثيو كينيدي (بالإنجليزية: Matty Kennedy)‏ (و. 1994  م) هو لاعب كرة قدم، من إسكتلندا، يلعب كلاعب وسط.

## روابط خارجية
- ماثيو كينيدي على موقع الاتحاد الدولي (مؤرشف)  (الإنجليزية)
- ماثيو كينيدي على موقع الاتحاد الأوربي (الإنجليزية)
- ماثيو كينيدي على موقع الاتحاد الإسكتلندي (الإنجليزية)
- ماثيو كينيدي على موقع قاعدة بيانات كرة القدم.إي يو (الإنجليزية)
- ماثيو كينيدي على موقع ناشيونال فوتبول تيمز (الإنجليزية)
- ماثيو كينيدي على موقع Soccerbase.com (لاعب) (الإنجليزية)
- ماثيو كينيدي على موقع Soccerway.com (الإنجليزية)
- ماثيو كينيدي على موقع عالم كرة القدم.نت (الإنجليزية)
- ماثيو كينيدي على موقع AS.com (الإسبانية)